# Wete

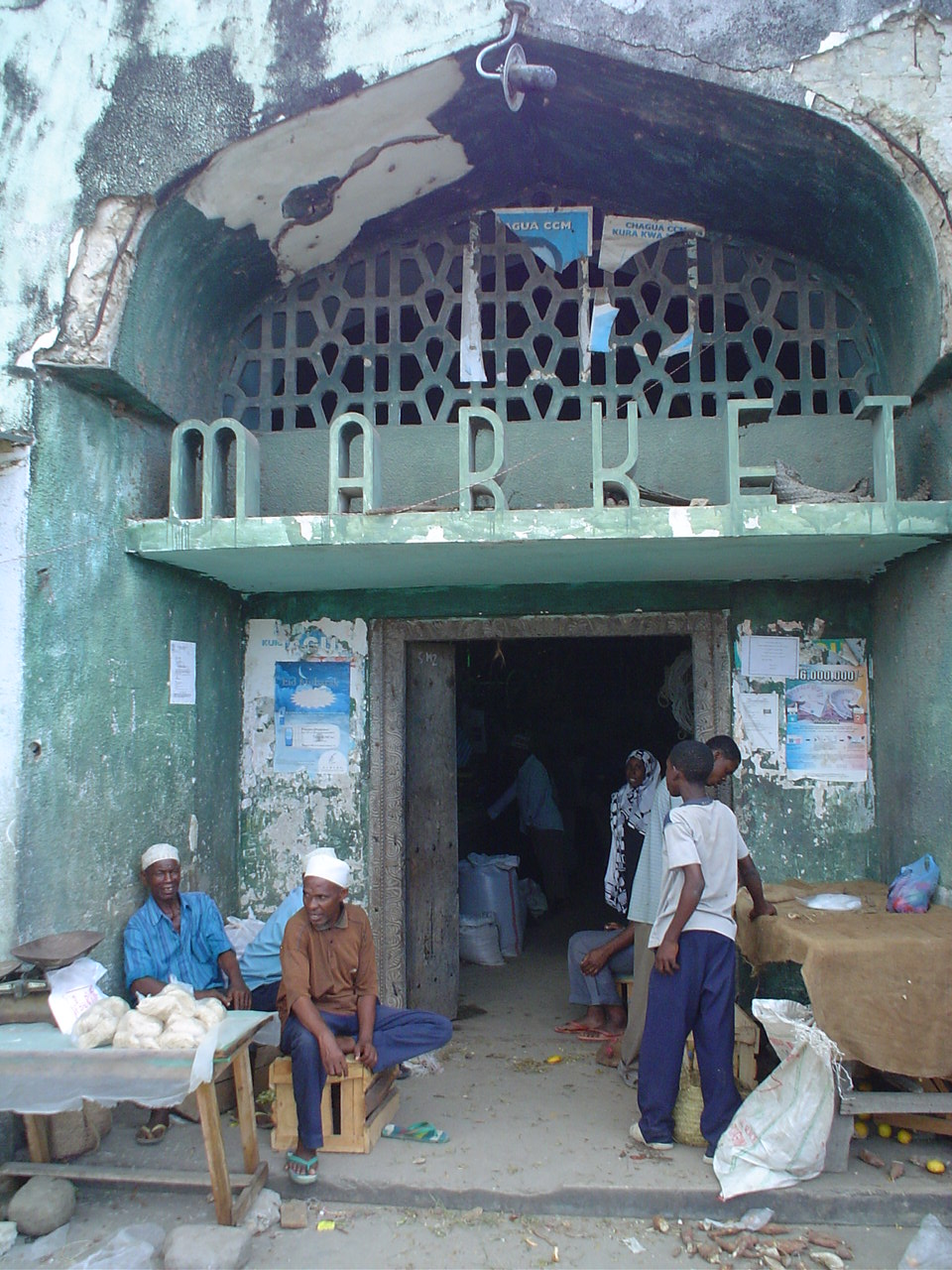
Marknadslokal i Wete.

Wete är en stad på ön Pembas västkust, och är den administrativa huvudorten för regionen Norra Pemba i östra Tanzania. Den är samtidigt huvudort för ett av regionens två distrikt, med samma namn som staden. Befolkningen uppgick till 24 983 invånare vid folkräkningen 2002, på en yta av 12,69 km².